# أردونيو الثالث ملك ليون
أردونيو الثالث (926 م تقريبًا - 956 م) ملك ليون منذ عام 951 م وحتى عام 956 م، وابن راميرو الثاني ملك ليون وخليفته. قاتل أردونيو مملكتي نافارا وقشتالة، اللتان ساندتا أخيه غير الشقيق سانشو الأول ملك ليون الذي أدعى أحقيته بالعرش. كما واجه هجمات المسلمين من الجنوب، وتمرد الجليقيين في مملكته. وردًا على همات المسلمين، قاد أردونيو حملة على أشبونة عام 955 م. مما دفع الخليفة عبد الرحمن الناصر لدين الله إلى إرسال حملة أجبرته على التفاوض وطلب الصلح من المسلمين.
حاول أردونيو مواصلة ما قام به أبوه من تحصين لأراضيه، وتعزيز سلطته الملكية في مواجهة مساعي فرنان غونثالث كونت قشتالة، مما دفعه للزواج من أوراكا ابنة فرنان غونثالث، إلا أنه تنكر لها عندما تحالف والدها مع أخيه سانشو. أنجبت له أوراكا طفلين: أردونيو الذي توفي طفلاً، وتيريزا التي أصبحت راهبة. كما أنجب أردونيو أيضًا برمودو، لكن من غير المعروف ما إذا كان ابنًا لأوراكا أم من عشيقة له يعتقد أنها ابنة للكونت بيلايو غونثالث.
توفي أردونيو الثالث في سمورة عام 956 م.